# Station Søberg
Station Søberg is een station in  Søberg in fylke Trøndelag  in  Noorwegen. Het station ligt aan Dovrebanen. Het is niet meer in gebruik voor personenvervoer, maar wordt nog wel als wisselspoor gebruikt.